# Julia Fischer
Julia Fischer (n. 15 iunie 1983

, München) este o violonistă și pianistă germană.

## Biografie
Julia Fischer s-a născut la München, Germania. Mama sa, Viera Fischer (născută Krenková), provenea din minoritatea germană din Slovacia și a imigrat din Košice, Slovacia, în Republica Federală Germania (1972). Tatăl său, Frank-Michael Fischer, un matematician născut în Germania de Est, s-a mutat în același an din Saxonia de est în Germania de Vest.
Julia Fischer a început studile înainte de cea de-a patra aniversare, când a primit prima lecție de vioară de la Helge Thelen. Câteva luni mai târziu a început să studieze pianul cu mama sa. Julia a spus: „Mama mea este pianistă și am căutat să cânt la pian la fel de bine ca ea, dar la fel ca fratele meu mai mare care, de asemenea, cânta la pian, ea mi-a spus că ar fă bine să avem și un alt instrument în familie. Am fost de acord să încerc vioara și să rămân doar la aceasta.” Ea a început astfel o educație formală la Conservatorul Leopold Mozart  în Augsburg sub îndrumarea profesoarei Lydia Dubrowskaya.
La vârsta de 9 ani, Julia Fischer a fost admisă la Academia de Muzică din München, unde a continuat să studieze cu Ana Chumachenco.
Ca adolescentă, ea a fost inspirată cel mai mult de Glenn Gould, Evgeny Kissin, și Maxim Vengerov.
Ea a lucrat cu dirijori recunoscuți internațional, cum ar fi Lorin Maazel, Christoph Eschenbach, Yakov Kreizberg, Yuri Temirkanov, Sir Neville Marriner, David Zinman, Zdeněk Mácal, Jun Märkl, Ruben Gazarian, Marek Janowski, Herbert Blomstedt, Michael Tilson Thomas, și cu o varietate de orchestre de top germane, americane, engleze, poloneze, franceze, italiane, elvețiene, olandeze, norvegiene, ruse, japoneze, cehe și clovace. Julia a cântat de cele mai multe ori în Europa, în Statele Unite, Brazilia și Japonia, în concerte de televiziune în aproape fiecare țară mare din Europa, și, de asemenea, pentru radio în Statele Unita, Japonia și Austria.
În 2003, Julia Fischer, cu numeroase performanțe în Statele Unite în ultimii 6 ani, apare în Filarmonica New York sub bagheta lui Lorin Maayel cântând Concertul pentru vioară, Sibelius în Centrul Lincoln, la fel și în Concertul pentru vioară, Mendelssohn în Vail, Colorado. Debutul său în 2003 în Carnegie Hall a obținut ovații în picioare pentru performanța sa în dublul concert Brahms cu Lorin Maazel și cu Orchestra Simfonică Radio din Bavaria. Julia a fost într-un tur orchestral cu Sir Neville Marriner și Academia din domeniile St Martin, Herbert Blomstedt și Orchestra Gaudeamus, Filarmonica Regală și Filarmonica din Dresda.
În toamna anului 2004, eticheta PentaTone inscripționează primul CD al Juliei: Concertul rus pentru vioară cu Yakov Kreizberg și Orchestra națională Rusă. A primit urale, urcând-o în topul primelor cinci "cea mai vândută înregistrare" în Germania nu mai departe de câteva zile și a primit un "Editor's Choice" de Gramophone in Ianuarie 2005. Alte înregistrări apreciate de critici: Sonatele pentru vioară solo de Johann Sebastian Bach, concertul pentru vioară de Mozart și concertul pentru vioară de Ceaikovski.
Printre cele mai prestigioase competiții în care Julia Fischer a câștigat se enumeră Competiția internațională de vioară Yehudi Menuhin sub supravegherea lordului Yehudi Menuhin, unde ea a luat primul premiu și premiul special pentru cea mai bună carieră solo în Bach în 1995 și a opta competiție Eurovision pentru tineri instrumentiști în 1996, concurs care a fost difuzat în 22 de țari din Lisabona. În 1997, recompensată cu "Prix d'Espoir" de Fundația Europeană de Industrie. Ea a avut oportunitatea de a cânta chiar cu vioara lui Mozart în camera în care acesta s-a născut la Salzburg pentru a onora cea de-a 250-a aniversare de la nașterea acestuia.
Repertoriul său activ este cuprins de la Bach la Penderecki, și de la Vivaldi la Șostakovici, conținând peste 40 de lucrări cu orchestră și aproape 60 de lucrări de muzică de cameră.
Pe 1 ianuarie 2008, Julia Fischer are primul debut public ca pianistă, performând în Edvard Grieg's Concert pentru pian în A minor cu Junge Deutsche Philharmonie și Alte Oper, Frankfurt. Conertul a fost condus de Matthias Pintscher, care a intervenit pentru Sir Neville Marriner. Tot cu aceasta ocazie ea a cântat în Concert nr. 3 pentru vioară în B minor de Camille Saint-Saëns.

## Instrumente
În mod curent, ea cântă la o Guadagnini din 1742 achiziționată în mai 2004.
Cu patru ani înainte de aceasta, ea a folosit un Stradivarius, 1716 Booth, împrumutat de la Fundația Niponă de Muzică, un instrument care a aparținut violonistei Iona Brown. Ea, în mod curent, folosește un arcuș Benoît Rolland, dar uneori folosește o copie Heifetz Tourte făcută de constructorul vienez Thomas Gerbeth din perioada timpurie a muzicii clasice.
Am cântat la o vioară 4/4 pâna la vârsta de 10 ani. Calitatea instrumentului meu a fost îmbunătățită peste timp: Ventapane, Gagliano și Testore pâna la Guarneri del Gesu în 1998. Încă nu am fost satisfăcută de această vioară și am schimbat-o într-un Stradivarius [the "Booth" from 1716, proprietatea Fundației Nipone de Muzică] cu care am cântat pentru 4 ani și m-a satisfăcut. Dar întodeauna am căutat spre a avea propriul meu instrument. Așa că acum 6 ani, am cumpărat din Londra, la sfatul maestrului de concerte al Academiei Domeniilor St. Martin, unul dintre cei mai buni prieteni ai mei, un Guadagnini din 1742." – Julia Fischer, August 2010
Până în 2012 ea a deținut și cântat cu o vioară de Philipp Augustin.

## Premii și distincții
Julia Fischer a câștigat 5 premii pentru vioară și 3 premii pentru pian a.o. la Jugend musiziert. Ea câștigat toate cele 8 competiții în care a concurat.
- 1995: premiul 1 la concursul international Yehudi Menuhin, in plus premiul special, "Best Bach Solo-work". Jurnalistul de muzică Edward Greenfield spune, "Prima dată am ascultat Julia Fischer în 1995 când avea 12 ani în competiția de vioară Yehudi Menuhin. Nu numai că ea a obținut o victorie clară la categoria juniori, ea a fost în mod evident mult mai inspirată decât oricine de la categoria de seniori."[14]
- 1996: Căștigătoarea celei de-a 8-a ediții Eurovision pentru tineri instrumentiști în Lisabona
- 1997: Prix d'Espoir premiul decernat de Industria muzicală europeană
- 1997: Premiul solista la festivalul "Mecklenburg-Western Pomerania"
- 1998: EIG Music Award
- 2000: Premiu pentru promovare Deutschlandfunks
- 2005: ECHO Klassik Award pentru CD-ul Russian Violin Concertos
- 2005: Winner of the Beethoven ring
- 2006: În timpul ceremoniei de celebraree a zilei de naștere a lui Mozart's în orașul acestuia Salzburg, Julia Fischer a cîntat la vioara compozitorului (cu Daniel Müller-Schott și Jonathan Gilad). Despre acest eveniment ea a spus: "Pe parcursul primei ore n-am putut cânta nimic din ceea ce mi-am dorit, deoarece în ziua lui Mozart viorile au fost prea scurte și eu nu le-am putut folosi".
- 2006: "BBC Music Magazine Awards 2006 Best Newcomer" pentru CD-ul Johann Sebastian Bach, Sonate pentru vioară solo (BWV 1001–1006). Juriiul a spus, “Există multe înregistrări ale lui Bach, lucrări pentru vioară solo, dar rareori se ajunge la astfel de înălțimi impresionante cu muzica ca de data aceasta. Julia Fischer este un tehnician incredibil, un muzician sentimental care nu lasă nicio uncie din ego să intervină între muzică și ascultător.”
- 2007: The Classic FM Gramophone Awards - artistul anului.
- 2007: ECHO Klassik Award pentru CD-ul Tchaikovsky Violin Concerto
- 2009: MIDEM Premiul clasic "Instrumentistul anului 2008".

## Despre înregistrare
În ceea ce privește înregistrarea pentru PentaTone, Julia "am primit oferte de la companii mari dar nici un apel. Nu trebuie să înregistrați. Zakov a spus către oamenii de la PentaTone și mie și ne-a pus în legătură. PentaTone mai mult sau mai puțin mi-au dat negative ca și când aș fi înregistrat eu și muzicienii, am lucrat cu alegerile mele; toate aceste lucruri au fost importante pentru mine. Am înregistrat pentru a experimenta ceva care să ajute muzica mea și compoziția. Pentru CD-ul cu concert, Yakov și eu am vorbit deschis despre piese; Am învățat atât de multe din asta." 

Ceea ce este util pentru o carieră este să te gândești mereu la muzică și nu la carieră. De îndată ce un tânăr muzician decide din motivație de carieră în loc de a utiliza motivații mizicale, pot garanta că va fi - dacă va fi - o carieră scurtă. Cred cu adevărat că dacă cineva dorește să-și petreacă viașa profesională cu muzică - fie ca solist, membru al orchestrei, profesor, promotor de concerte, sau agent - va fi, în cele din urmă, lipsit de importanță. Acela va trebui să aleagă să devină un muzician deoarece se crede că lumea are nevoie de muzică și, fără muzică, viața emoțională a ființei umane va muri. Orice altceva  se va împlini cu dăruire și muncă grea."
Când Kreizberg a întrebat-o dacă vrea să înregistreze cu Orchestra Națională Rusă, ea a spus da, dar în particular și-ar fi dorit să nu se întâmple, știind că un asemenea plan de înregistrare impulsiv deseori dispare în aer. Asta până la ultimele sale performanțe în Filadelfia, Kreizberg deja a stabilit toate întâlnirile și a surpins-o pe Julia, care nici măcar nu decisese dacă să înregistreze în mod regulat, având un contract de 3 ani și 7 CD-uri înregistrare cu PentaTone, noua marca high-tech olandeză condusă de foștii directori de la Classics Philips, una din primele mărci care a încurajat noua tehnologie surround- SACD 5.1. Deși ea a oscilat, pentru a semna pe linia punctată a condiționat ca toate concertele înregistrate să fie conduse de Kreizberg.

## Discografie
| Realizat | Compoziția/Titlul lucrării | Interpret | Marca/Catalog nr.      | Format      |
| -------- | --- | --- | ---------------------- | ----------- |
| 2002/08  | Brahms - Piano Quartet in G minor, Op. 25 | - Tatjana Masurenko (viola) - Gustav Rivinius (cello) - Lars Vogt (piano)                                                      | EMI Classics 5573772   | CD          |
| 2002/10  | Vivaldi - The Four Seasons | - Academy of St. Martin in the Fields                                                                                          | Opus Arte/BBC OA0895D  | DVD-Video   |
| 2004/10  | Russian Violin Concertos - Khachaturian Violin Concerto in D minor, op. 46 - Prokofiev No. 1 in D major, Op. 19 - Glazunov Violin Concerto in A minor, Op. 82 | - Russian National Orchestra - Yakov Kreizberg (conductor)                                                                     | PentaTone PTC 5186 059 | Hybrid SACD |
| 2005/05  | Bach - Sonatas and Partitas for Solo Violin, BWV 1001–1006 | | PentaTone PTC 5186 072 | Hybrid SACD |
| 2005/09  | Mozart - Violin Concertos Nos 3 & 4 - Adagio in E major, K. 261 - Rondo in B flat, K. 269 | - Netherlands Chamber Orchestra - Yakov Kreizberg (conductor)                                                                  | PentaTone PTC 5186 064 | Hybrid SACD |
| 2006/06  | Mendelssohn - Piano Trios Nos. 1 & 2 | - Jonathan Gilad (piano) - Daniel Müller-Schott (cello)                                                                        | PentaTone PTC 5186 085 | Hybrid SACD |
| 2006/09  | Mozart - Violin Concertos Nos 1, 2 & 5 | - Netherlands Chamber Orchestra - Yakov Kreizberg (conductor)                                                                  | PentaTone PTC 5186 094 | Hybrid SACD |
| 2006/11  | Tchaikovsky - Violin Concerto in D major, Op. 35 - Sérénade mélancolique, Op. 26 - Valse–Scherzo, Op. 34 - Souvenir d'un lieu cher, Op. 42 | - Russian National Orchestra - Yakov Kreizberg (conductor)/(piano, Op. 42)                                                     | PentaTone PTC 5186 095 | Hybrid SACD |
| 2007/03  | Brahms - Violin Concerto in D major, Op. 77 - Double Concerto in A minor, Op. 102 | - Netherlands Philharmonic Orchestra - Yakov Kreizberg (conductor) - Daniel Müller-Schott (cello)                              | PentaTone PTC 5186 066 | Hybrid SACD |
| 2007/10  | Mozart - Sinfonia concertante for Violin, Viola and Orchestra in E flat, K. 364 - Rondo in C major, K. 373 - Concertone for 2 Violins and Orchestra in C major, K. 190 | - Netherlands Chamber Orchestra - Yakov Kreizberg (conductor) - Gordan Nikolic (second solo violin, K. 190)/(viola, K. 364)    | PentaTone PTC 5186 098 | Hybrid SACD |
| 2009/01  | Bach - Concert for 2 Violins, Strings and Continuo in D minor, BWV 1043 - Violin Concerto in A minor, BWV 1041 - Violin Concerto in E major, BWV 1042 - Concerto for Violin and Oboe in C-Moll, BWV 1060 | - Academy of St. Martin in the Fields - Alexander Sitkovetsky (second solo violin, BWV 1043) - Andrey Rubtsov (oboe, BWV 1060) | Decca 478 0650         | CD          |
| 2009/09  | Schubert Complete Works for Violin and Piano, Volume 1 - Sonata for Violin and Piano in D major, D. 384 (Op. 137, No. 1) - Sonata for Violin and Piano in A minor, D. 385 (Op. 137, No. 2) - Sonata for Violin and Piano in G minor, D. 408 (Op. 137, No. 3) - Rondo for Violin and Piano in B minor “Rondo Brillant”, D. 895 (Op. 70) | - Martin Helmchen (piano) | PentaTone PTC 5186 347 | Hybrid SACD |
| 2010/04  | Schubert Complete Works for Violin and Piano, Volume 2 - Sonata for Violin and Piano in A major, D. 574 (Op. posth. 162) - Fantasy for Violin and Piano in C major, D. 934 (Op. posth. 159) - Fantasy in F minor for Piano duet, D. 940 (Op. posth. 103)                                                                               | - Martin Helmchen (piano) - Julia Fischer (first piano part, D. 940)                                                           | PentaTone PTC 5186 348 | Hybrid SACD |
| 2010/10  | Paganini - 24 Caprices for Solo Violin, Op. 1 | | Decca 478 2274         | CD          |
| 2010/08  | Saint-Saëns - Violin Concerto No. 3 in B minor, Op. 61 Grieg - Piano Concerto in A minor, Op. 16 | - Junge Deutsche Philharmonie - Matthias Pintscher (conductor)                                                                 | Decca 074 3344         | DVD-Video   |
| 2011/04  | Poeme - Respighi Poema autunnale for violin and orchestra, P.146 - Suk Fantasy for violin and orchestra in G minor, Op. 24 - Chausson Poeme for violin and orchestra, Op. 25 - Vaughan Williams The Lark Ascending | - Orchestre Philharmonique de Monte-Carlo - Yakov Kreizberg (conductor)                                                        | Decca 478 2684         | CD          |
| 2013/03  | Antonín Dvořák - Violin Concerto in A minor, Op.53 Max Bruch - Violin Concerto No.1 in G minor, Op.26 | - Tonhalle Orchester Zürich - David Zinman (conductor)                                                                         | Decca 478 3544         | CD          |

Julia Fischer a mai efectuat și înregistrări video cu "Anotimpurile" de Vivaldi ținute în grădina botanică națională a Țării Galilor cu Academia din Domeniile St. Martin.